# Liam Cullen
Liam Cullen (Tenby, 23 april 1999) is een Welsh voetballer die doorgaans als centrumspits speelt. Hij begon op zijn achtste met voetballen bij de jeugd van Swansea City, waar hij alle jeugdreeksen doorliep. Op 28 augustus 2018, op 19-jarige leeftijd maakte hij vervolgens zijn debuut in het eerste elftal, waar hij 13 minuten voor het einde mocht invallen in een 0-1 verloren wedstrijd in de EFL Cup tegen Crystal Palace.
1 Fisher ·
2 Key ·
3 Pedersen ·
4 Fulton ·
5 Cabango ·
6 Darling ·
7 Allen ·
8 Grimes  ·
9 Vipotnik ·
10 Eom ·
11 Ginnelly ·
14 Tymon ·
17 Franco ·
19 Bianchini ·
20 Cullen ·
21 Tjoe-A-On ·
22 Vigouroux ·
23 Christie ·
25 Peart-Harris ·
26 Naughton ·
29 Broome ·
30 Ashby ·
31 Cooper ·
32 Abbey ·
33 McLaughlin ·
35 Ronald ·
37 Govea ·
41 Parker ·
47 Abdulai ·
Coach: Williams